# Desmodora kerguelensis
Desmodora kerguelensis is een rondwormensoort uit de familie van de Desmodoridae. De wetenschappelijke naam van de soort is voor het eerst geldig gepubliceerd in 1921 door Steiner.